# Liste de plaques tectoniques
Pour un article plus général, voir Plaque tectonique.
 (janvier 2022).
Si vous disposez d'ouvrages ou d'articles de référence ou si vous connaissez des sites web de qualité traitant du thème abordé ici, merci de compléter l'article en donnant les références utiles à sa vérifiabilité et en les liant à la section « Notes et références ».
Voici une liste de plaques tectoniques ou lithosphériques classées en plaques principales, mineures (ou microplaques), orogènes et disparues.

## Plaques actuelles

### Plaques principales

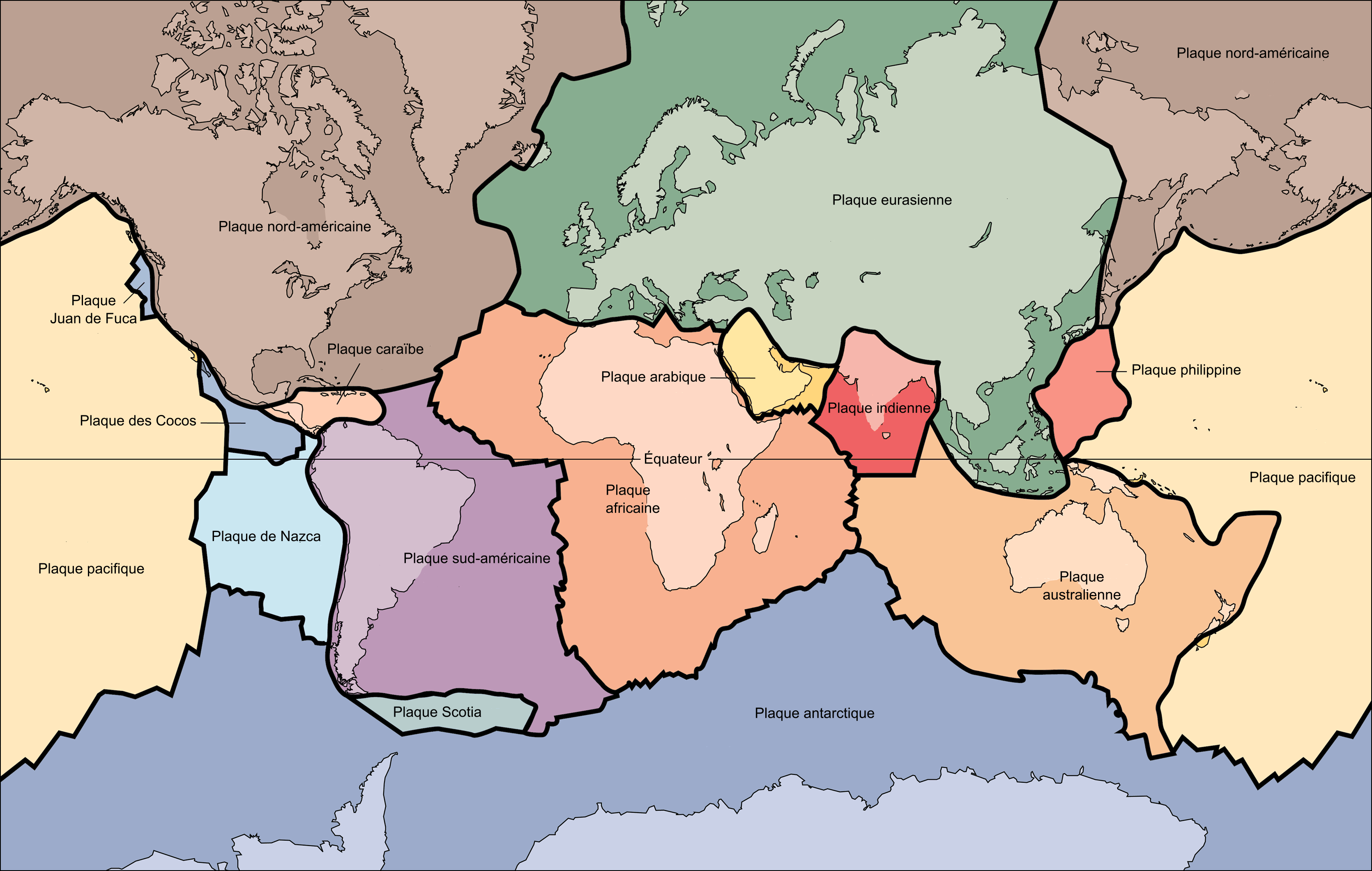
Carte terrestre illustrant les principales plaques tectoniques.

Ces sept plaques forment la majeure partie des continents et de l'océan Pacifique :
- plaque africaine
- plaque antarctique
- plaque australienne (parfois intitulée indo-australienne ou australo-indienne)
- plaque eurasiatique
- plaque nord-américaine
- plaque pacifique
- plaque sud-américaine

### Plaques secondaires

Carte détaillée de toutes les plaques, majeures et mineures.

Ces plaques plus petites sont généralement mentionnées sur les cartes tectoniques mais, à l'exception de la plaque arabique, elles ne possèdent pas une superficie significative de terres émergées :
- plaque arabique
- plaque caraïbe
- plaque de Cocos
- plaque Juan de Fuca
- plaque de Nazca
- plaque philippine
- plaque Scotia

### Plaques tertiaires

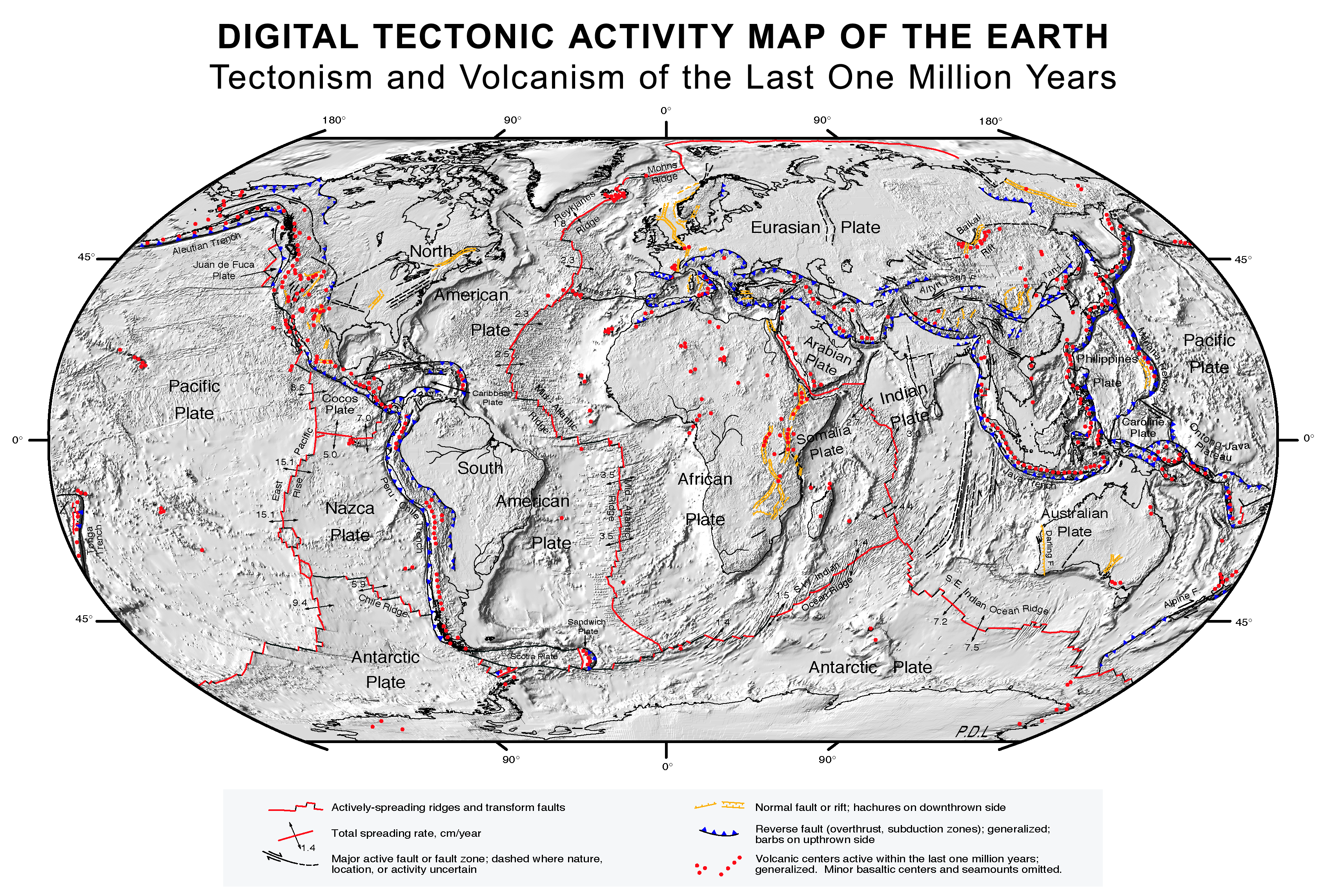
Carte de l'activité tectonique et volcanique soulignant les limites de plaques.

Les plaques suivantes sont principalement des microplaques. Il n'y a pas forcément consensus de la communauté scientifique sur leur état de plaque tectonique distincte à part entière. Elles sont groupées ici avec la plaque majeure avec laquelle elles sont généralement associées.
- plaque africaine :
  - plaque de Madagascar
  - plaque nubienne
  - plaque des Seychelles
  - plaque somalienne

- plaque antarctique :
  - plaque des Kerguelen
  - plaque des Shetland
  - plaque des Sandwich

- plaque indo-australienne :
  - plaque australienne
  - plaque du Capricorne
  - plaque de Futuna
  - plaque indienne
  - plaque des Kermadec
  - plaque Maoke
  - plaque de Niuafo'ou
  - plaque du Sri Lanka
  - plaque des Tonga
  - plaque Woodlark

- plaque caraïbe :
  - plaque de Panama

- plaque de Cocos :
  - plaque Rivera

- plaque eurasiatique :
  - plaque adriatique
  - plaque de l'Amour
  - plaque anatolienne
  - plaque birmane
  - plaque ibérique
  - plaque iranienne
  - plaque de la mer de Banda
  - plaque de la mer Égée
  - plaque de la mer des Moluques :
    - plaque Halmahera
    - plaque Sangihe

  - plaque d'Okinawa
  - plaque de la Sonde
  - plaque de Timor
  - plaque du Yangtsé

- plaque Juan de Fuca :
  - plaque Explorer
  - plaque Gorda

- plaque nord-américaine :
  - plaque du Groenland
  - plaque de Jan Mayen
  - plaque d'Okhotsk

- plaque pacifique :
  - plaque de Bird's Head
  - plaque de Bismarck Nord
  - plaque de Bismarck Sud
  - plaque des Carolines
  - plaque de l'île de Pâques
  - plaque des Galápagos
  - plaque des Galápagos Nord
  - plaque Juan Fernández
  - plaque de Kula
  - plaque de Manus
  - plaque de la mer des Salomon
  - plaque des Nouvelles-Hébrides
  - plaque du récif Balmoral
  - plaque du récif Conway

- plaque philippine :
  - plaque des Mariannes

- plaque sud-américaine :
  - plaque de l'Altiplano
  - plaque des Malouines
  - plaque des Andes du Nord
  - plaque des Andes péruviennes

### Plaques orogènes
Certains modèles tectoniques identifient des plaques mineures appartenant à d'autres plaques et étant en orogenèse : 
- la plaque adriatique ou Apulie appartenant à la plaque eurasiatique ;
- la plaque Explorer appartenant à la plaque Juan de Fuca ;
- la plaque Gorda appartenant à la plaque Juan de Fuca.

### Table
La table suivante a été générée grâce à l'article An updated digital model of plate boundaries de Peter Bird, datant de 2003.
| Id    | Plaque             | Superficie (sr) | Superficie (km2) | % superficie terrestre | Vitesse (cm/an) | Rotation (°/Ma) | Pôle eulérien         |
| ----- | ------------------ | --------------- | ---------------- | ---------------------- | --------------- | --------------- | --------------------- |
| AF    | Afrique            | 1.44065         | 58 480 000       | 11,464%                | n/a             | 0,9270          | 59° 09′ N, 73° 10′ O  |
| AP    | Altiplano          | 0.02050         | 832 000          | 0,163%                 | 2,6             | 0,916           | 33° 38′ N, 81° 10′ O  |
| NA    | Amérique du Nord   | 1.36559         | 55 433 000       | 10,867%                | 1,15            | 0,7486          | 48° 42′ N, 78° 10′ O  |
| SA    | Amérique du Sud    | 1.03045         | 41 829 000       | 8,200%                 | 1,45            | 0,6365          | 54° 59′ N, 85° 45′ O  |
| AM    | Amour              | 0.13066         | 5 304 000        | 1,040%                 | ?               | 0,9309          | 57° 38′ N, 83° 44′ O  |
| AT    | Anatolie           | 0.01418         | 576 000          | 0,113%                 | ?               | 1,640           | 56° 16′ N, 8° 55′ E   |
| ND    | Andes du Nord      | 0.02394         | 972 000          | 0,191%                 | ?               | 0,7009          | 58° 39′ N, 89° 00′ O  |
| AN    | Antarctique        | 1.43268         | 58 156 000       | 11,401%                | 2,05            | 0,8695          | 64° 18′ N, 83° 59′ O  |
| AR    | Arabie             | 0.12082         | 4 904 000        | 0,961%                 | 4,65            | 1,1616          | 59° 39′ N, 33° 11′ O  |
| AU    | Australie          | 1.13294         | 45 989 000       | 9,016%                 | 6,50            | 1,0744          | 60° 04′ N, 1° 44′ E   |
| BH    | Bird's Head        | 0.01295         | 526 000          | 0,103%                 | ?               | 0,3029          | 12° 33′ N, 87° 57′ E  |
| BU    | Birmanie           | 0.01270         | 516 000          | 0,101%                 | 4,6             | 2,667           | 8° 53′ N, 75° 30′ O   |
| NB    | Bismarck Nord      | 0.00956         | 388 000          | 0,076%                 | ?               | 0,330           | 4° 00′ S, 139° 00′ E  |
| SB    | Bismarck Sud       | 0.00762         | 309 000          | 0,061%                 | ?               | 8,440           | 10° 36′ N, 32° 59′ O  |
| CA    | Caraïbes           | 0.07304         | 2 965 000        | 0,581%                 | 2,45            | 0,9040          | 54° 18′ N, 79° 25′ O  |
| CL    | Carolines          | 0.03765         | 1 528 000        | 0,300%                 | ?               | 0,309           | 10° 07′ N, 45° 34′ O  |
| CO    | Cocos              | 0.07223         | 2 932 000        | 0,575%                 | 8,55            | 1,9975          | 36° 49′ N, 108° 37′ O |
| EU    | Eurasie            | 1.19630         | 48 561 000       | 9,520%                 | 0,95            | 0,8591          | 61° 03′ N, 85° 49′ O  |
| FT    | Futuna             | 0.00079         | 32 000           | 0,006%                 | ?               | 4,848           | 10° 09′ S, 178° 18′ O |
| GP    | Galápagos          | 0.00036         | 15 000           | 0,003%                 | ?               | 5,275           | 9° 23′ N, 79° 41′ E   |
| EA    | Île de Pâques      | 0.00411         | 167 000          | 0,033%                 | ?               | 11,400          | 28° 18′ N, 66° 24′ E  |
| IN    | Inde               | 0.30637         | 12 436 000       | 2,438%                 | 6,00            | 1,1034          | 60° 29′ N, 30° 24′ O  |
| JF    | Juan de Fuca       | 0.00632         | 257 000          | 0,050%                 | ?               | 0,5068          | 35° 00′ N, 26° 00′ E  |
| JZ    | Juan Fernández     | 0.00241         | 98 000           | 0,019%                 | ?               | 22,520          | 35° 54′ N, 70° 09′ E  |
| KE    | Kermadec           | 0.01245         | 505 000          | 0,099%                 | ?               | 2,831           | 47° 31′ N, 3° 06′ O   |
| MN    | Manus              | 0.00020         | 8 000            | 0,002%                 | ?               | 51,300          | 3° 02′ S, 150° 27′ E  |
| MO    | Maoke              | 0.00284         | 115 000          | 0,023%                 | ?               | 0,8927          | 59° 35′ N, 78° 52′ E  |
| MA    | Mariannes          | 0.01037         | 421 000          | 0,083%                 | ?               | 1,278           | 43° 46′ N, 149° 12′ E |
| BS    | Mer de Banda       | 0.01715         | 696 000          | 0,136%                 | ?               | 2,125           | 16° 00′ N, 122° 26′ E |
| MS    | Mer des Moluques   | 0.01030         | 418 000          | 0,082%                 | ?               | 4,0007          | 11° 06′ N, 56° 44′ O  |
| SS    | Mer des Salomon    | 0.00317         | 129 000          | 0,025%                 | ?               | 1,478           | 19° 31′ N, 135° 01′ E |
| AS    | Mer Égée           | 0.00793         | 322 000          | 0,063%                 | ?               | 0,6497          | 74° 16′ N, 87° 14′ O  |
| NZ    | Nazca              | 0.39669         | 16 103 000       | 3,157%                 | 7,55            | 1,3599          | 55° 34′ N, 90° 05′ O  |
| NI    | Niuafo'ou          | 0.00306         | 124 000          | 0,024%                 | ?               | 3,255           | 6° 52′ N, 168° 52′ O  |
| NH    | Nouvelles-Hébrides | 0.01585         | 643 000          | 0,126%                 | ?               | 2,700           | 13° 00′ N, 12° 00′ O  |
| OK    | Okhotsk            | 0.07482         | 3 037 000        | 0,595%                 | ?               | 0,845           | 55° 25′ N, 82° 51′ O  |
| ON    | Okinawa            | 0.00802         | 326 000          | 0,064%                 | ?               | 2,853           | 48° 21′ N, 142° 24′ E |
| PA    | Pacifique          | 2.57685         | 104 601 000      | 20,506%                | 8,10            | —               | —                     |
| PM    | Panama             | 0.00674         | 274 000          | 0,054%                 | ?               | 0,9069          | 54° 03′ N, 90° 14′ O  |
| PS    | Philippines        | 0.13409         | 5 443 000        | 1,067%                 | 6,35            | 1               | 1° 12′ S, 45° 47′ O   |
| BR    | Récif Balmoral     | 0.00481         | 195 000          | 0,038%                 | ?               | 0,200           | 45° 53′ N, 111° 00′ O |
| CR    | Récif Conway       | 0.00356         | 145 000          | 0,028%                 | ?               | 3,605           | 12° 37′ S, 175° 07′ E |
| RI    | Rivera             | 0.00249         | 101 000          | 0,020%                 | ?               | 4,6923          | 26° 42′ N, 105° 12′ O |
| SW    | Sandwich           | 0.00454         | 184 000          | 0,036%                 | ?               | 1,840           | 19° 01′ S, 39° 38′ O  |
| SC    | Scotia             | 0.04190         | 1 701 000        | 0,333%                 | ?               | 0,6516          | 48° 37′ N, 81° 27′ O  |
| SL    | Shetland           | 0.00178         | 72 000           | 0,014%                 | ?               | 0,8558          | 63° 07′ N, 97° 05′ O  |
| SO    | Somalie            | 0.47192         | 19 156 000       | 3,755%                 | ?               | 0,9783          | 58° 47′ N, 81° 38′ O  |
| SU    | Sonde              | 0.21967         | 8 917 000        | 1,748%                 | ?               | 1,103           | 55° 26′ N, 72° 57′ O  |
| TI    | Timor              | 0.00870         | 353 000          | 0,069%                 | ?               | 1,514           | 19° 31′ N, 112° 10′ E |
| TO    | Tonga              | 0.00625         | 254 000          | 0,050%                 | ?               | 9,30            | 28° 48′ N, 2° 15′ E   |
| WL    | Woodlark           | 0.01116         | 453 000          | 0,089%                 | ?               | 1,546           | 22° 08′ N, 132° 19′ E |
| YA    | Yangtzé            | 0.05425         | 2 202 000        | 0,432%                 | ?               | 0,9983          | 69° 04′ N, 97° 43′ O  |
| Somme | Somme              | 4π              | 510 103 000      | 100%                   |                 |                 |                       |

## Anciennes plaques
Les plaques suivantes ont existé par le passé mais ont disparu depuis, principalement par subduction ou accrétion. On les retrouve sous forme de terranes, de cratons ou de zones sur des plaques actuelles.
- plaque antarctique :
  - plaque Bellingshausen
  - plaque Charcot
  - plaque de Phœnix

- plaque eurasiatique :
  - plaque baltique
  - plaque barrandienne
  - plaque cimmérienne
  - plaque de Dzoungarie
  - plaque ibérique centrale
  - plaque de Lhassa
  - plaque moldanubienne
  - plaque moravo-silésienne
  - plaque de Qiantang

- plaque nord-américaine :
  - plaque Farallon
  - plaque insulaire
  - plaque Intermontane
  - plaque Izanagi
  - plaque de Kula

La plaque indo-australienne est parfois considérée comme deux plaques distinctes : les plaques indienne et australienne.